# Trastevere
Trastevere (česky Zátibeří) je 13. městský okres (municipio) Říma, hlavního města Itálie, označovaný jako R. XIII, který se nachází na západním břehu řeky Tibery, jižně od Vatikánu.

## Charakteristika

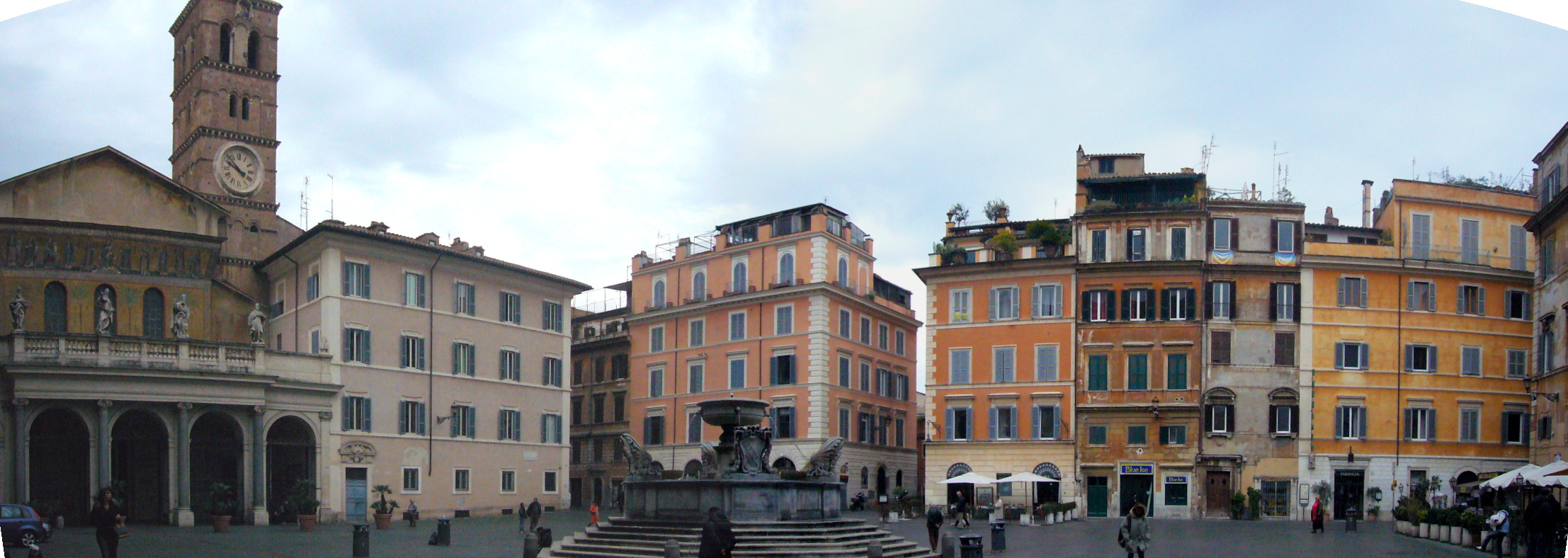
Náměstí Panny Marie v Trastevere

Doslovný překlad slov tras Tevere zní "za Tiberou". Obyvatelé této městské části sami sebe považují za původní obyvatele[zdroj?] a dodržují starobylé tradice a zvyky.
Jsou zde úzké uličky s krámky, kde se každoročně konají červencové veřejné akce nazvané Noialtri ("My druzí") s pouličními hudebními slavnostmi a ohňostroji na Tibeře.
V posledních desetiletích tato čtvrť změnila svůj vzhled díky vzniku nových staveb. Nachází se zde nejstarší kostel ve městě - bazilika Panny Marie v Trastevere, jehož základy pocházejí ze 3. století. Nynější podoba chrámu je ovšem z roku 1140, kdy jej papež Innocenc II., sám pocházející z Trasteverina, nechal přebudovat. Strop apsidy zdobí mozaika Panny Marie s Ježíškem s viditelným byzantským vlivem.

## Pamětihodnosti
- Bazilika Panny Marie v Trastevere
- Bazilika svaté Cecílie v Trastevere
- Kostel San Giuseppe alla Lungara
- Kostel San Pietro in Montorio